# Primo F. Villa Michel
Primo Feliciano Villa Michel (San Gabriel, Jalisco, 14 de junio de 1849 - Guadalajara, Jalisco, 1934) fue un político mexicano y presidente municipal de San Gabriel, Jalisco, en el año de 1894.
Nació en la Hacienda de San Antonio en San Gabriel, Jalisco siendo hijo de José Simón Villa Escobedo y de María Luisa Tomasa Michel Corona, así como nieto de Guadalupe Villa. Fue dueño de la Hacienda “La Sauceda” que producía caña y tenía trapiche. El 25 de marzo de 1894 se reunieron en las oficinas del H. Ayuntamiento de San Gabriel, presidido por Primo F. Villa Michel, todos los miembros del cabildo y 50 vecinos de la localidad para hacer una solicitud ante el gobernador del Estado de Jalisco Luis C. Curiel, con el fin de que se le concediera a la Villa de San Gabriel el título de ciudad. 15 días después de la solicitud, el Congreso de Jalisco expidió el decreto n.º 658, concediendo el título. Miembro de una de las familias más importantes de la zona, se casó con su prima Mariana Enedina de Jesús Michel de la Fuente, siendo su hijo Primo Villa Michel, secretario de gobernación de México.